# Xã Lenzburg, Quận St. Clair, Illinois
Xã Lenzburg (tiếng Anh: Lenzburg Township) là một xã thuộc quận St. Clair, tiểu bang Illinois, Hoa Kỳ. Năm 2010, dân số của xã này là 1.047 người.